# Пятанов, Андрей Константинович
Андрей Константинович Пятанов (род. 3 января 1959, Свердловск) — советский и российский хоккеист, защитник. Российский тренер. Мастер спорта СССР.

## Биография
Воспитанник «Спартаковца» Свердловск. Играл в чемпионате СССР среди молодежных команд 1976/77 за «Трактор» Челябинск. Армейскую службу проходил в молодёжной команде ЦСКА и в команде первой лиги СКА МВО Москва (1978/79). Играл за «Автомобилист» Свердловск (1979/80, высшая лига), «Буран» Воронеж (1980/81 — 1982/83, первая лига), «Химик» Воскресенск (1983/84 — 1984/85), «Динамо» Москва (1985/86 — 1988/89), «Динамо» Рига (1989/90), все — высшая лига. В сезоне 1990/91 выступал в чемпионате Финляндии за «Эссят». В 1991—1998 годах — игрок и играющий тренер команды второго шведского дивизиона «Арвидсъяур»; закончил все три ступени тренерских курсов, получил квалификацию тренера-профессионала.
Серебряный призёр чемпионата СССР (1986). Бронзовый призёр чемпионата СССР (1984, 1988). Вошёл в список 34-х лучших игроков СССР (1984). Серебряный призёр хоккейного турнира зимней Универсиады 1987.
Два года возглавлял сборную команду России 1982 года рождения. На чемпионате мира 2000 помогал Сергею Михалеву, сборная заняла второе место.
С 25 ноября 2000 по март 2002 — тренер «Динамо» Москва, с 25 января по 4 февраля 2002 — исполняющий обязанности главного тренера команды. С 5 апреля 2002 по 28 сентября 2003 — главный тренер «Амура» Хабаровск. С 14 октября 2003 по сезон 2004/05 — главный тренер «Крыльев Советов». В сезоне 2005/06, по 25 ноября — главный тренер «Металлурга» Новокузнецк. Старший тренер «Сибири» Новосибирск (2005/06). Старший тренер «Северстали» Череповец (2006/07 — 2008/09), с 28 декабря 2007 по 4 января 2008 — и. о. главного тренера. В сезоне 2009/10, по 31 октября — главный тренер «Северстали». Тренер «Торпедо» Нижний Новгород (апрель 2010 — апрель 2011). Старший тренер «Спартака» Москва (апрель — 28 ноября 2011). Главный тренер «Кубани» Краснодар (с апреля 2012. 1 ноября был временно отстранён, 12 ноября покинул клуб.). Старший тренер «Адмирала» Владивосток (2013/14, 2018/19 — 2019/20). Старший тренер «Лады» Тольятти (2014/15). Тренер «Динамо-2000» Москва (2017/18). Главный тренер «Динамо» Красногорск (2020/21).